# Плезантон (Небраска)
Плезантон (англ. Pleasanton) — селище (англ. village) в США, в окрузі Баффало штату Небраска. Населення — 361 особа (2020).

## Географія
Плезантон розташований за координатами 40°58′11″ пн. ш. 99°5′15″ зх. д. / 40.96972° пн. ш. 99.08750° зх. д. (40.969808, -99.087566).  За даними Бюро перепису населення США в 2010 році селище мало площу 0,87 км², уся площа — суходіл.

## Демографія
Згідно з переписом 2010 року, у селищі мешкала 341 особа в 140 домогосподарствах у складі 93 родин. Густота населення становила 390 осіб/км².  Було 151 помешкання (173/км²).
Расовий склад населення:
| - 99,7 % — білих |

До двох чи більше рас належало 0,3 %. Частка іспаномовних становила 1,2 % від усіх жителів.
За віковим діапазоном населення розподілялося таким чином: 28,2 % — особи молодші 18 років, 55,4 % — особи у віці 18—64 років, 16,4 % — особи у віці 65 років та старші. Медіана віку мешканця становила 35,8 року. На 100 осіб жіночої статі у селищі припадало 92,7 чоловіків;  на 100 жінок у віці від 18 років та старших — 89,9 чоловіків також старших 18 років.
Середній дохід на одне домашнє господарство  становив 59 320 доларів США (медіана — 51 750), а середній дохід на одну сім'ю — 68 636 доларів (медіана — 53 750). Медіана доходів становила 37 188 доларів для чоловіків та 27 273 долари для жінок. За межею бідності перебувало 4,6 % осіб, у тому числі 4,8 % дітей у віці до 18 років та 12,5 % осіб у віці 65 років та старших.
Цивільне працевлаштоване населення становило 167 осіб. Основні галузі зайнятості: освіта, охорона здоров'я та соціальна допомога — 24,0 %, роздрібна торгівля — 16,2 %, мистецтво, розваги та відпочинок — 13,2 %, будівництво — 10,8 %.